# Mitrephora
Mitrephora är ett släkte av kirimojaväxter. Mitrephora ingår i familjen kirimojaväxter.

## Bildgalleri

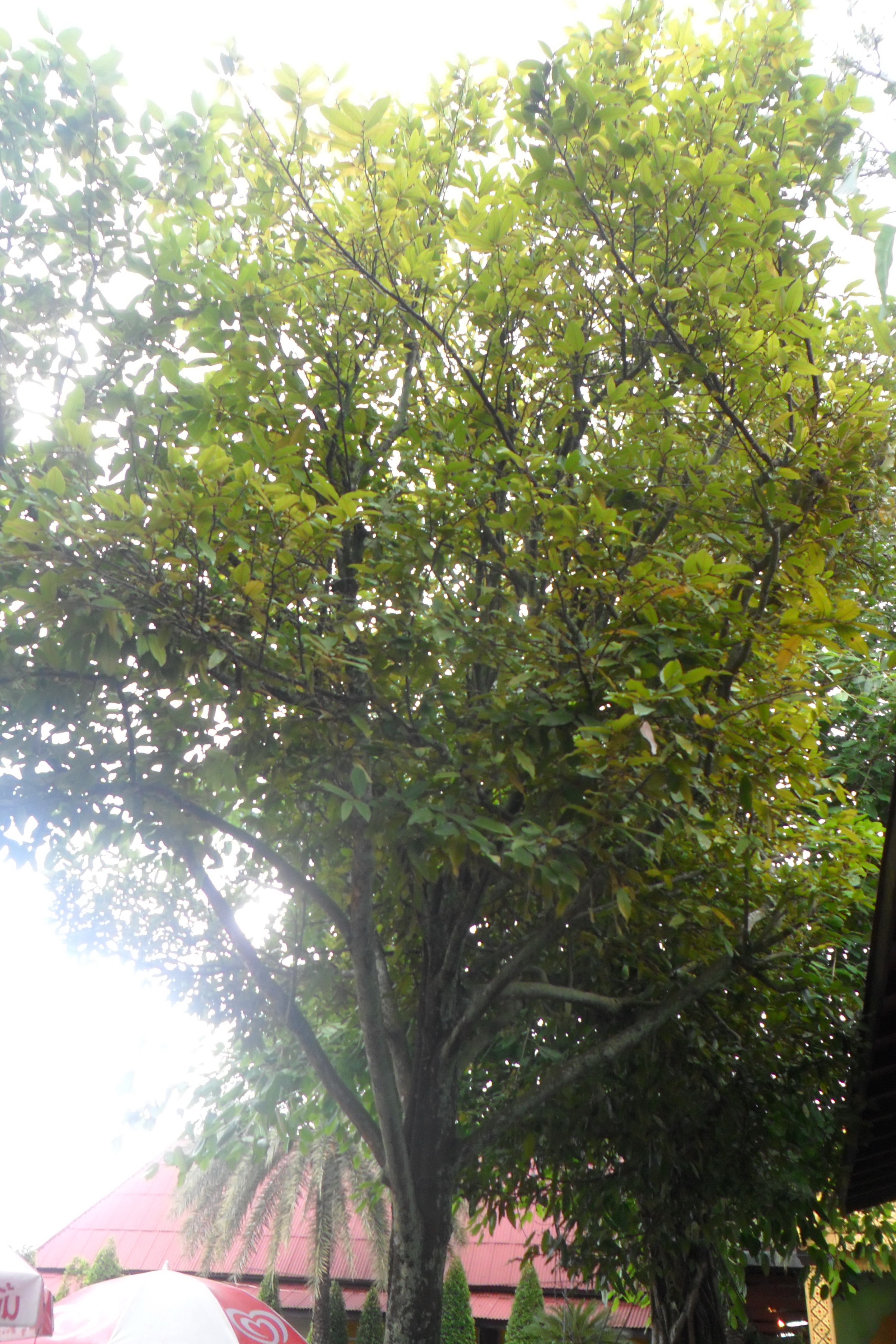

## Dottertaxa tillMitrephora, i alfabetisk ordning[1]
- Mitrephora alba
- Mitrephora amdjahii
- Mitrephora andamanica
- Mitrephora basilanensis
- Mitrephora cagayanensis
- Mitrephora calcarea
- Mitrephora celebica
- Mitrephora clemensiorum
- Mitrephora diversifolia
- Mitrephora endertii
- Mitrephora ferruginea
- Mitrephora fragrans
- Mitrephora glabra
- Mitrephora grandiflora
- Mitrephora harae
- Mitrephora heyneana
- Mitrephora keithii
- Mitrephora korthalsiana
- Mitrephora kostermansii
- Mitrephora lanotan
- Mitrephora longipetala
- Mitrephora macclurei
- Mitrephora macrocarpa
- Mitrephora multifolia
- Mitrephora obtusa
- Mitrephora pallens
- Mitrephora petelotii
- Mitrephora phanrangensis
- Mitrephora pictiflora
- Mitrephora poilanei
- Mitrephora polypyrena
- Mitrephora reflexa
- Mitrephora rufescens
- Mitrephora samarensis
- Mitrephora simeuluensis
- Mitrephora sirikitiae
- Mitrephora sorsogonensis
- Mitrephora sundaica
- Mitrephora teysmannii
- Mitrephora tomentosa
- Mitrephora uniflora
- Mitrephora wangii
- Mitrephora weberi
- Mitrephora williamsii
- Mitrephora winitii
- Mitrephora vittata
- Mitrephora woodii
- Mitrephora vulpina